# Близенер, Ханс-Йорг
Ханс-Йорг Бли́зенер (нем. Hans-Jörg Bliesener; 6 апреля 1966, Бранденбург-на-Хафеле) — немецкий гребец-байдарочник, выступал за сборную ГДР во второй половине 1980-х годов. Бронзовый призёр летних Олимпийских игр в Сеуле, обладатель двух серебряных медалей чемпионатов мира, чемпион международного турнира «Дружба-84», многократный победитель регат национального значения.

## Биография
Ханс-Йорг Близенер родился 6 апреля 1966 года в городе Бранденбург-на-Хафеле, федеральная земля Бранденбург. Активно заниматься греблей начал в раннем детстве, проходил подготовку в Потсдаме, состоял в потсдамском спортивном клубе «Форвертс».
Первого серьёзного успеха на международном уровне добился в 1983 году, когда одержал победу на юниорском чемпионате Европы в польском городе Быдгощ. За счёт этой победы попал в основной состав национальной сборной ГДР. Как член сборной в 1984 году должен был участвовать в Олимпийских играх в Лос-Анджелесе, однако страны социалистического лагеря по политическим причинам бойкотировали эти соревнования, и вместо этого он выступил на альтернативном турнире «Дружба-84» в Восточном Берлине, где тоже имел успех, в частности вместе с партнёрами по команде Йенсом Фидлером, Петером Хемпелем и Рюдигером Хельмом стал чемпионом в четвёрках на тысяче метрах и бронзовым призёром в двойках на пятистах метрах.
В 1985 году Близенер побывал на чемпионате мира в бельгийском Мехелене, откуда привёз награду серебряного достоинства, выигранную в зачёте двухместных байдарок на полукилометровой дистанции. Год спустя на мировом первенстве в канадском Монреале вновь стал серебряным призёром, но на этот раз в четвёрках в дисциплине 1000 метров. Благодаря череде удачных выступлений удостоился права защищать честь страны на летних Олимпийских играх 1988 года в Сеуле — в составе четырёхместной байдарки, куда также вошли гребцы Кай Блум, Андре Воллебе и Андреас Штеле, завоевал в километровой гонке бронзовую медаль, пропустив вперёд лишь сборные Венгрии и СССР.
Награждён золотым и бронзовым орденами «За заслуги перед Отечеством» (1984, 1988), а также серебряным орденом «Звезда дружбы народов» (1986).